# Ride (canção de Lana Del Rey)
"Ride" é uma canção da cantora e compositora norte-americana Lana Del Rey, contida na reedição do seu segundo álbum de estúdio, intitulado Paradise. A faixa foi lançada como primeiro single do extended play (EP) no dia 25 de setembro de 2012, através das gravadoras musicais Interscope Records, Polydor Records e Universal Music. Foi composta por Del Rey e Justin Parker, sendo produzida por Rick Rubin. A capa para o single retrata Del Rey em um balanço de pneu. Trata-se de uma balada, composta no pop, indie pop e pop rock, que tematicamente envolve problemas dos pais, consumo de álcool e solidão.
As críticas após o lançamento da faixa foram geralmente positivas. Obteve um desempenho razoável nas paradas musicais. Na Rússia, a obra alcançou a nona posição na parada Russian Music Charts. A faixa ainda alcançou as dez primeiras posições na Bélgica, nos gráficos publicado pela Ultratop, conseguindo alcançar a terceira e sexta posição nas regiões Flanders e Valônia, respectivamente. No Reino Unido, o tema debutou no número 32 na parada UK Singles Chart. Ainda obteve posições nos gráficos da Suíça, Alemanha, Dinamarca, França,  Irlanda entre outros.
O vídeo musical foi dirigido por Anthony Mandler e lançado no dia 10 de outubro de 2012 através do serviço VEVO. O tema retrata sua vida antes da fama, ainda foi relatado que seu sonho era ser poetisa, entretanto foi esmagado, mas acabou por abrir as portas necessárias para começar uma carreira como cantora. Assim como a música, o videoclipe foi bem avaliado pelos críticos. O papel de Del Rey no videoclipe foi comparado com o romance Lolita e a peça de teatro A Streetcar Named Desire. Os críticos contemporâneos elogiaram a gravação.

## Antecedentes e composição
Em entrevista à RTVE em 15 de junho de 2012, Del Rey anunciou que estava trabalhando em um novo álbum e que cinco faixas já haviam sido escritas. Ao ser entrevistada por Tim Blackwell da rádio Nova FM da Austrália, Del Rey acrescentou que não seria um novo álbum, mas apenas um relançamento do seu álbum atual. Além das 15 faixas do álbum original, a reedição trouxe 9 faixas exclusivas incluindo "Ride". A cantora disponibilizou no YouTube um trailer promocional para divulgar a o álbum que estava na pré-venda no iTunes Store. A reedição foi colocada nas lojas virtuais como um EP intitulado Paradise que estreou na décima posição na Billboard 200 vendendo 67 mil cópias nos Estados Unidos.
"Ride" é uma balada pop, derivando os gêneros indie pop e pop rock, com duração de quatro minutos e quarenta e seis segundos. Na música, a cantora canta sobre melodias tocadas no piano por Rick Rubin. Foi composta por Del Rey e Justin Parker, que co-escreveu quase todas as músicas contidas no álbum de estréia da cantora, Born to Die. A canção começa com uma inalação audível, Del Rey canta: "Eu estive fora naquela estrada aberta". A gravação apresenta maldição leve, mas de uma forma atada com letras nostálgicas e vocais roncos. Em entrevista a SpinorBinMusic no dia 27 de outubro de 2012, a cantora falou que a faixa foi trabalhada de uma só vez. Duas remisturas adicionais da canção (de Pengiun Prison e de Lindstrom) foram lançadas como faixas bônus, com o lançamento exclusivo na Target Corporation. Outras versões da música foram editadas por SOHN, MJ Cole, Eli Escobar, 14TH remix, Wes James, and James Lavelle.

## Recepção da crítica
| Críticas profissionais | Críticas profissionais |
| Avaliações da crítica  | Avaliações da crítica  |
| Fonte                  | Avaliação              |
| ---------------------- | ---------------------- |
| Artistdirect           | [ 11 ]                 |
| Digital Spy            | [ 12 ]                 |
| PopCrush               | [ 13 ]                 |
| New Jersey On-Line     | (positiva)             |
| NME                    | (positiva)             |

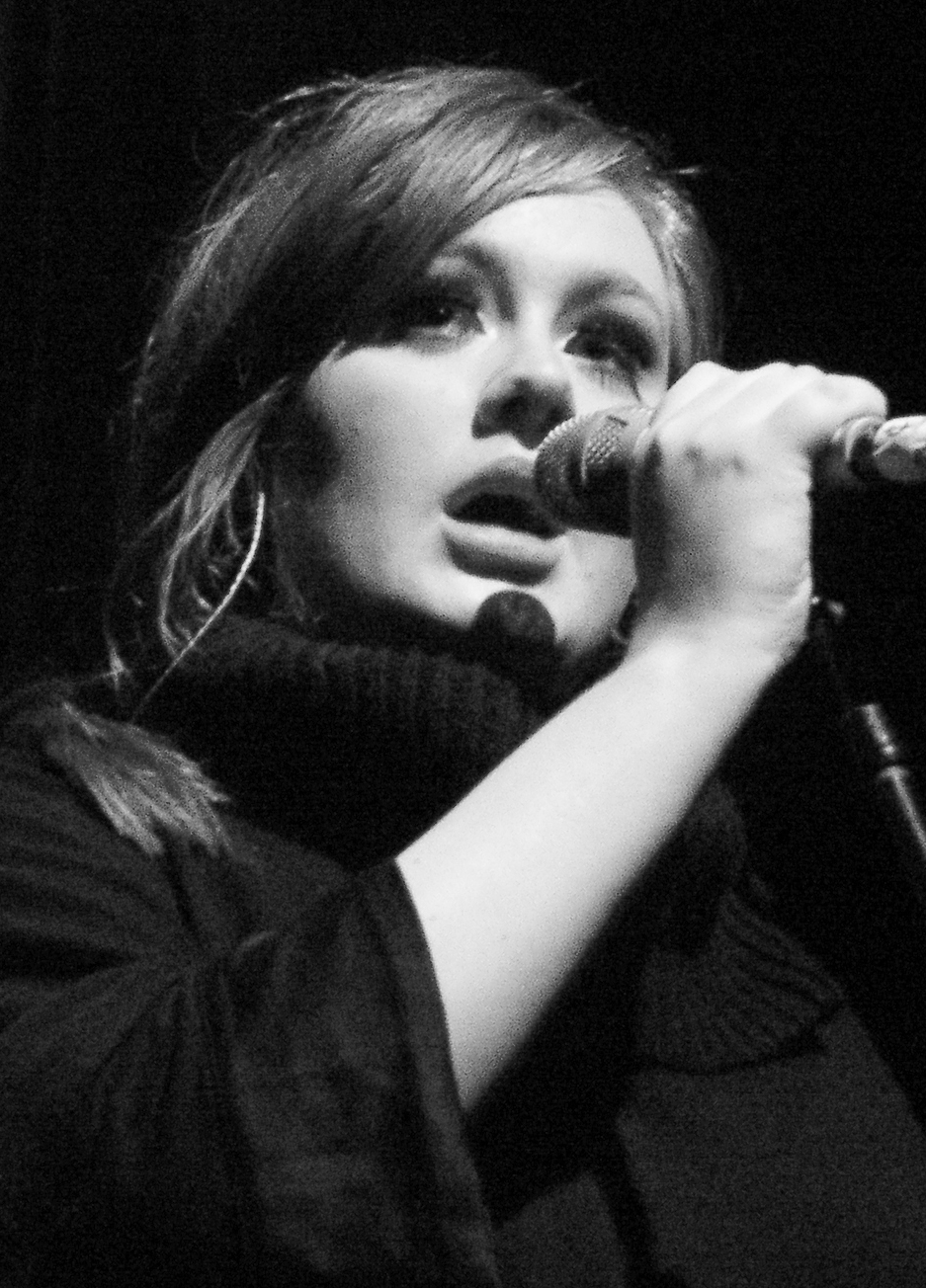
Críticos disseram que "Ride" eleva Del Rey para os níveis soul e pop, comparando-a com a cantora Adele.

As críticas após o lançamento da faixa foram geralmente positivas. Da arte da capa, Jessica Sager do site PopCrush disse que está claro como o balanço do pneu está suspenso sem árvores visíveis nas proximidades, enquanto, Amy Sciarretto deu a canção duas estrelas e meia de cinco e afirmou: "Ride é uma canção melancólica, obscura e mal-humorada, com sentimentalismo exagerado". Um revisor escrevendo para o site Contactmusic "o compacto é mais detalhado do que os anteriores, com os pontos fortes da canção tentando ofuscar as falhas". Rick Florino do site Artistdirect atribuiu cinco estrelas de cinco possíveis, escrevendo que: "Del Rey tomou o blues como um novo caminho nesta faixa, que é dolorosamente hipnótica. Sintetizadores arejados que brilham no fundo como sua poderosa e potente entrega cativante. É uma ruminação brilhante e feliz [...] ela canta: "Eu tenho uma guerra em minha mente. Acabei de montar". A cantora sempre governou seu reino fora do gênero pop, mas "Ride" a leva para um lugar totalmente novo. A canção possui uma sonoridade expansiva que permite a voz da cantora brilhar. A produção é sábia e quente, ela fica poética e pensativa com as letras, mas é a melodia fumaça, suave e sensual que é absolutamente arrebatadora. Ele terminou escrevendo que "o blues nunca vai envelhecer com Lana Del Rey ao redor."
A revista NME noticiou que liricamente o single tem um significado importante, enquanto, uma publicação vinda da Pitchfork Media concordou, dizendo que a letra reflete um raro momento de emoções cruas vividas por Del Rey. Mike Ayers da MTV em sua resenha escreveu: "Del Rey canta o que ela sabe de melhor: solidão, alguns problemas com os pais e refletindo os dias de quando era alcoólica. Tudo isso é provavelmente uma metáfora para algo, mas, honestamente, nós ainda estamos tentando descobrir o que os tigres de "Born to Die" significam. Tom Breihan do blog musical Stereogum escreveu que: "A canção move [Del Rey] de volta ao poder de "Video Games" e "Blue Jeans", ao mesmo tempo empurrando-a para uma zona mais soul e pop, como da cantora britânica Adele. É muito bom. Há esperança para esta senhora ainda!". Semelhanças foram traçadas entre "Ride" e trabalhos solo do vocalista Brandon Flowers do The Killers. Robert Copseym do Digital Spy concedeu-lhe cinco estrelas de cinco, afirmando que: "Dado o ano que ela teve à fama mundial, o álbum no topo das paradas, desempenho analisados no mais elevado grau - poucos poderiam culpá-la por se sentir um pouco nervosa. Ela canta versos sobre uma melodia de cordas orquestrais e piano, antes de admitir: "Eu tenho tentado, muito difícil com uma música bonita." O resultado é uma balada pop-soul feliz que lustra-se de peculiaridades de seu esforço mais completo. Tris McCall do jornal New Jersey On-Line comentou que a canção não é como "Video Games", mas que chegou perto. A revista Complex elegeu a canção "Ride" como a oitava melhor canção de 2012.

## Videoclipe

### Antecedentes

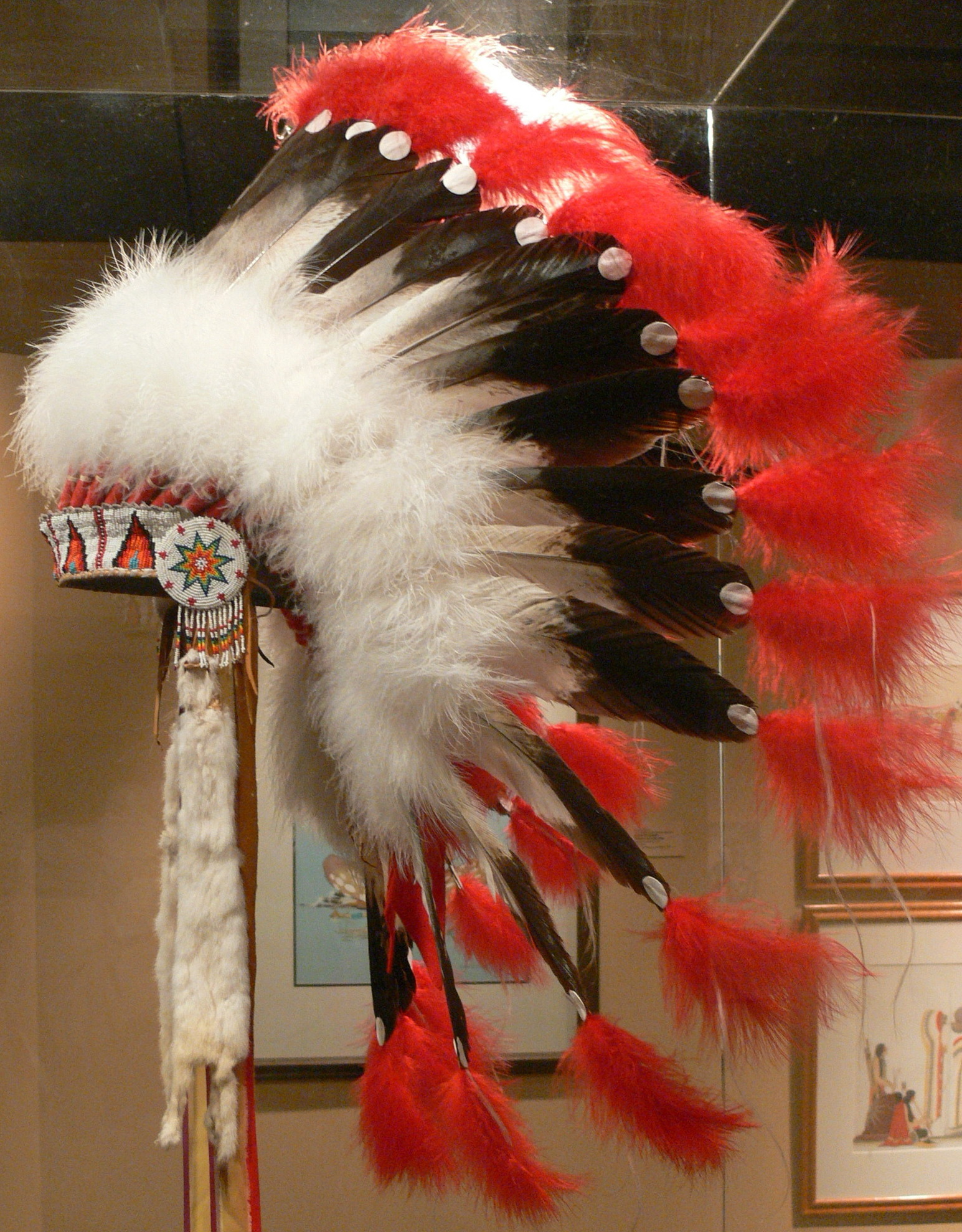
No vídeo, Lana se encontra com um cocar de penas como os dos índios, ela visa um revólver em sua têmpora enquanto canta: "Eu tenho uma guerra em minha mente".

O lançamento do videoclipe ocorreu no Teatro Aero em Santa Mônica, na Califórnia. Anthony Mandler e Del Rey produziram o vídeo, os dois já haviam trabalhado juntos no videoclipe da canção "National Anthem". Mandler afirmou que era muita coragem para fazer o que eles fizeram no Teatro, referindo-se as 400 pessoas que estavam presentes lá, no entanto essas pessoas não podiam tirar fotos, caso isso acontecesse o celular ou câmera seriam confiscados por seguranças que estavam em todo local. O vídeo teve duração de 10 minutos e inicia-se com uma imagem da cantora balançando-se em um pneu suspenso (como descrito na capa do single), Del Rey canta: "Eu estava no inverno de minha vida, e os homens que conheci ao longo da estrada eram meu único verão". Na narração, ela expressa como descobriu seu refúgio através de viagens, enquanto estava em turnê, porque a cantora não tinha uma casa adequada para um longo tempo. Del Rey também expressou que seus sonhos de se tornar uma poetisa foram esmagados e acabou por abrir as portas necessárias para começar uma carreira como cantora. No final do clipe, ela declara: "Eu estou doida varrida. Mas eu sou livre". Sobre o processo de criação do vídeo a interprete afirmou:
| “ | As pessoas dizem que a imaginação é sua melhor arma para alcançar o sucesso, e acho que isso é real porque as coisas se manifestam na realidade a partir das visões que você tem na sua mente. Então a coisa mais importante é ter um mundo interno bem rico, e viver lá, porque a realidade nunca vai alcançar suas expectativas. | ” |

### Sinopse
O vídeo se inicia com um monólogo onde Del Rey fala um pouco da sua vida pessoal, logo é seguido pela cena onde se encontra sentada em um balanço de pneu. Ela é vista andando na garupa de uma motocicleta, ladeada por uma camarilha de motociclistas vestidos de couro, onde em sua camiseta está escrita a frase King of Rears. Outras cenas incluem Del Rey muito feliz envolvendo-se na bandeira norte-americana, outra mostra a cantora simulando cenas de sexo com um homem velho em uma máquina de pinball. Ela também aparece com um homem forte que a abraça em uma varanda. A cantora veste um cocar de penas como se fosse uma índia, bate-lhe o crânio com um revólver e sussurra: "eu estou louca". Logo depois ela é vista há noite nas ruas, aparentemente à procura de pretendentes, ela usa um vestido branco rendado. Perto do final do vídeo, há uma série de cenas alternativas que demonstram a cantora rolando na areia, com pelo menos dois deles - e ela lambe, pelo menos, um no ouvido. O clipe termina onde começou, com Del Rey sozinha no balanço de pneu.

### Recepção da crítica
O videoclipe foi bem recebido pela crítica especializada. A escritora Lucy Jones da revista NME comparou o papel de Del Rey em "Ride" para o papel de Blanche DuBois em Um Bonde Chamado Desejo, chamando-o de "destroços aborrecidos". Além de refletir a personalidade Lolita, Jones escreveu: "Del Rey atrofia caracteres para a prostituição, em busca de segurança em outras pessoas." Ainda complementou que ao longo do vídeo, ela rotula incapacitação para as mulheres e que ela pode ser vista como antifeminista. As revistas OK! e Vibe também observaram o tema da prostituição, esta última escreveu que: "Nunca a arte da prostituição alguma vez foi olhada assim, cinematograficamente." A Pitchfork considerou-o uma "metáfora-decorada".
Um escritor para o jornal The New York Observer comentou: "Como uma declaração de propósito, é absolutamente refrescante e sem sentido, não pretendendo fazer qualquer declaração, como um mito de criação para quem Lana Del Rey é, é tremendamente assistível. Amanda Dobbins da New York Magazine concluiu que a cena final "é realmente alguma coisa." David Greenwald da MTV Buzzworthy's afirmou que o contraste do vídeo é como o do filme Easy Rider, mencionando que, embora contém tradicionais temas americanos, ele consegue manter a credibilidade como uma canção pop a par com Nicki Minaj e Lady Gaga. Ben Kelly da revista So So Gay comentou que "o vídeo consegue tirar o sentido mais pleno a partir do simples título da canção. Parece que ela está tocando uma versão de si - alguém que ela gostaria que nós imaginássemos que ela poderia realmente ser.

## Apresentações ao vivo
A divulgação da canção começou com a sua primeira atuação ao vivo, que decorreu em novembro de 2011 durante o programa alemão Schlag Den Raab. Del Rey apresentou a canção no programa televisivo britânico Later… With Jools Holland, marcando a segunda vez da cantora no palco, quando apresentou "Video Games". Carl Williott do Idolator comentou que com o microfone quente no inicio da apresentação fez com se encolhessem, pensando que seria um desastre como a atuação dela no Saturday Night Live. Foi dito ainda por Williott que a voz da interprete parecia rica e constante, e que na marca dos três minutos e meio ela realmente lutou com as notas mais altas na ponte, e logo depois revertido para seu canto, oscilando som das outrora. Em novembro de 2012, a cantora interpretou "Ride" em um programa televisivo da Holanda, apresentado por Sharon den Adel. Foi realizada uma performance da faixa no programa C à Vous, da televisão francesa. Lana Del Rey também apresentou a canção no festival musical Lollapalooza 2013, que aconteceu em Chicago, Estados Unidos. A música faz parte do repertório oficial das turnês Born to Die Tour e Paradise Tour, que percorreram América do Norte, Europa e Oceania.

## Faixas e formatos
"Ride" tem duração de quatro minutos e doze segundos. A edição para rádio tem duração de quatro minutos e quarenta e seis segundos. Foi disponibilizado no iTunes um EP de remisturas da canção no dia 9 de novembro de 2012. No Brasil, ainda em 2013, a faixa foi incluída na lista de faixas da trilha sonora internacional da novela Salve Jorge.
| Descarga digital |                     |                             |              |         |  |
| N.º              | Título              | Compositor(es)              | Produtor(es) | Duração |  |
| 1.               | "Ride" (radio edit) | Lana Del Rey, Justin Parker |              | 4:12    |  |
| 2.               | "Ride" (single)     | Del Rey, Parker             | Rubin        | 4:46    |  |

| Remixes EP |                                |                          |              |         |  |
| N.º        | Título                         | Compositor(es)           | Produtor(es) | Duração |  |
| 1.         | "Ride"                         | Del Rey, Parker          |              | 4:49    |  |
| 2.         | "Ride" (Active Child)          | Del Rey, Parker          | Rubin        | 3:42    |  |
| 3.         | "Blue Velvet" (Penguin Prison) | Bernie Wayne, Lee Morris | Emile Haynie | 5:02    |  |
| 4.         | "Blue Velvet" (Lindstrom)      | Wayne, Morris            | Haynie       | 9:26    |  |

## Desempenho nas tabelas musicais
Na Alemanha, a obra fez a sua estreia na Media Control na quadragésima quarta posição, segundo a publicação de 22 de novembro de 2012. Na publicação da parada austríaca Ö3 Austria Top 40 a canção conseguiu alcançar a sexagésima terceira colocação na semana de 30 de novembro de 2012. Já na parada ARIA Charts da Austrália, a faixa alcançou a posição de número 89. Na Bélgica, a obra fez a sua estreia na Ultratop na região Flanders no 17.º lugar, segundo a publicação de 6 de outubro de 2012, mais tarde conseguindo sua maior colocação, sendo esta de número 3. Na região Valônia, o compacto ainda posicionou-se na sexta posição na lista.
Nos Estados Unidos o single estreou na trigésima posição na parada da Billboard Rock Songs. Na Tracklisten, parada musical oficial da Dinamarca, o compacto obteve a quadragésima posição. Na França, a faixa entrou na France Singles Chart na décima sexta posição, de acordo com a publicação de 12 de novembro de 2012. De acordo com Irish Recorded Music Association a canção debutou no 73.º, alcançou seu pico de número 56 na semana 24 de novembro de 2012. Na Rússia, o tema conseguiu a nona posição na parada Russian Music Charts. Na Schweizer Hitparade, para oficial da Suíça, o compacto alcançou a posição de número 57. No Reino Unido, a 22 de novembro de 2012, a música entrou na trigésima posição da UK Singles Chart.